# Guerra Greco-Italiana
A Guerra Greco-Italiana (28 de outubro de 1940 a 6 de abril de 1941) foi um conflito armado no qual a Grécia e a Itália se enfrentaram, durante o curso da Segunda Guerra Mundial.
A Itália atacou a Grécia através da Albânia, mas semanas depois teve que recuar. De fato, estava perdendo a guerra para os gregos. Então, Benito Mussolini pediu ajuda a Hitler, e esta ajuda tinha que chegar logo, pois os italianos não só haviam sido repelidos de volta a suas linhas de partida, como estavam em vias de perder a Albânia para os gregos. Para a ajudar chegar, a Alemanha teve que invadir a Iugoslávia e a Macedônia para abrir caminho até a Grécia. Logo após, tropas alemãs e búlgaras invadiram a Grécia em abril, e dominaram o país rapidamente.

## Causas

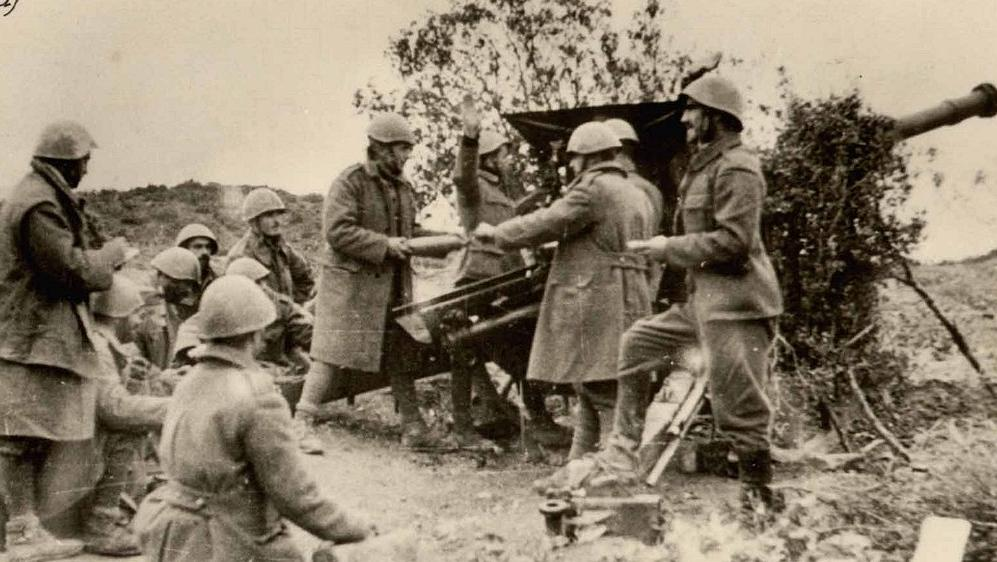
Tropas gregas tentando resistir ao avanço das forças do Eixo, em 1940.

A Grécia passou a ser governada por um regime autoritário e nacionalista encabeçado pelo premiê Ioánnis Metaxás. Era no entanto um país tradicionalmente do lado dos Aliados. A Grécia tinha libertado grande parte de seu território na Primeira Guerra Mundial combatendo às forças turcas, aliadas dos Impérios Centrais. Portanto, era um país tradicionalmente aliado do Império Britânico.
A decisão de atacar a Grécia foi tomada por Benito Mussolini a nível político. As razões são diversas: contrarrestar o peso cada vez maior da Alemanha nazista, com a qual a Itália tinha assinado o Pacto de Aço; restaurar os louros do exército italiano, de atuação medíocre durante a campanha da França nos Alpes Ocidentais, e talvez, conquistar bases na Grécia e em suas ilhas, para reduzir a presença inglesa no mar Mediterrâneo
No dia 15 de outubro de 1940, no Palácio Venezia de Roma teve lugar a uma reunião secreta, na qual tomaram parte Mussolini, Galeazzo Ciano, Pietro Badoglio, Soddu, Iacomoni, Roatta e Visconti Prasca. Tomou-se a decisão de atacar a Grécia e preparou-se um ultimato, que o embaixador italiano em Atenas, Emanuele Grazzi, deveria entregar às três da manhã do 28 de outubro, três horas antes do começo da ofensiva. No documento, intimou-se o governo grego a permitir que as tropas italianas ocupassem o território nacional grego para continuar a guerra com a Grã-Bretanha. No entanto, o mesmo documento advertiu que se as tropas italianas encontrassem resistência, essa resistência será duplicada pelas armas e o governo grego assumiria a responsabilidade pelas consequências.

## A entrevista Grazzi–Metaxás
Em 28 de outubro, como foi estabelecido, o embaixador italiano fez chegar a Metaxás em seu domicílio de Kifissia o ultimato, dando-lhe três horas para aceitar ou recusar as exigências italianas.
Segundo a tradição grega, Metaxás teria respondido ao embaixador com um único e veemente «Oxi!» («Não!»), resposta que é recordada na Grécia a cada ano no chamado «Dia do Não» ( feriado e festa nacional grega).
Emmanuele Grazzi, em seu livro "O princípio do fim: As operações contra a Grécia", dá sua versão da entrevista entre Metaxás e ele:
| “ | Mal tomamos assento, e já que era um pouco mais das três da manhã, lhe disse imediatamente que meu governo me tinha encarregado de lhe fazer chegar um escrito, que não era senão o ultimato da Itália à Grécia, com o qual o governo italiano exigia a dissolução das forças armadas gregas, a partir de 6 da manhã do 28 de outubro de 1940. Metaxás começou a lê-lo. Por trás dos vidros de seus óculos, via seus olhos em lágrimas. Quando terminou do ler, me disse com voz triste mas firme: «Alors, c'est a guerre» («Então, é a guerra»). | ” |
|   | — Emmanuele Grazzi. O princípio do fim: As operações contra a Grécia. |   |

A filha de Metaxás narra a continuação deste diálogo, que não aparece nas memórias de Grazzi: '
| “ | — «Não necessariamente, Excelência», aludindo à possibilidade que Grécia tinha de se render. —«Sim, é necessário...», respondeu o premiê. A guerra era inevitável. Três horas mais tarde, as tropas italianas entravam em território grego. | ” |

## Forças italianas
- Reagrupamento litoral (5 000 homens)
- 3°Regimento Granatieri dei Sardenha
- 7°Regimento de cavalaria Milano
- 6°Regimento de cavalaria Aosta, um batalhão de Camisas Negras.
- XXV°Corpo de Exército (Carlo Rossi)
- Divisão de infantaria Siena (9 000 homens)
- Divisão de infantaria Ferrara (16 000 homens, dos quais 3 500 eram albaneses)
- Divisão encouraçada Centauro (4 000 homens, 163 blindados)
- Divisão Alpina Julia (10 000 homens)
- 5 batalhões
- 2 grupos de artilharia.
- XXVI°Corpo de Exército (Gabriele Nasci)
- Divisão de infantaria Piemonte (9 000 homens)
- Divisão de infantaria Parma (12 000 homens)
- Divisão de infantaria Veneza (10 000 homens).

## A ofensiva italiana
O plano de invasão da Grécia tinha sido preparado pelo estado-maior italiano desde fins de 1939, e previa uma primeira fase com uma ofensiva na Albânia para a conquista de Epiro, seguindo pelos vales de Vojussa e de Tíamis, com a tomada de Metsovo e Drisko, para impedir às tropas gregas de Tessália e Macedônia de unir-se às de Epiro. Seguia uma segunda fase, destinada à conquista de Atenas, e uma terceira, consistente na ocupação de todo o território. As forças italianas na Albânia eram de 87 000 homens, das quais uns 75 000 situadas no território albanês e os 12 000 homens da divisão Arezzo, às ordens do general Feroni, na fronteira iugoslava.

## A contraofensiva grega
As condições meteorológicas eram péssimas. As forças italianas avançaram rapidamente no início, mas a rápida mobilização do exército grego e o apoio aéreo da RAF (a aviação grega consistia em antiquados caças poloneses PZL P.24 e caças biplanos Gloster Gladiator), junto com a falta de flutuantes para cruzar as torrentes de montanha crescidos pelas chuvas e a escassez de efetivos permitiu aos gregos a vantagem. Os gregos fizeram os italianos recuarem entre o dia 8 e 10 de novembro, depois isolaram a divisão italiana Julia e tomaram dos italianos a cidade albanesa de Coritsa, em 22 de novembro.
Em 9 de novembro, a situação precipitou-se. Visconti Prasca foi substituído pelo general Ubaldo Soddu que, apesar das pressões de Mussolini, não pôde efetuar nenhuma operação ofensiva, contentando-se com reorganizar a débil linha defensiva italiana. As tropas gregas aniquilaram a brigada alpina Julia no vale de Vojussa, e avançaram para o mar Adriático. Mussolini enviou reforços, aumentando os efetivos a 162 000 homens em dezembro de 1940, mas os gregos continuaram avançando sobre território albanês. A fins de dezembro, a frente estabilizou-se, e o general Ugo Cavallero assumiu o comando das tropas italianas.
Cavallero ordenou em janeiro de 1941 um contra-ataque para tentar reconquistar Klisura, que os gregos não só repeliram, mas também obrigaram os italianos a retroceder com uma ofensiva de inverno, chegando até Tepelenë. O general grego Aléxander Papagós não quis avançar para além das montanhas, onde as tropas gregas estavam em vantagem pese à superioridade aérea italiana. Expor à planície onde os italianos poderiam usar seus blindados e sua força aérea não era uma decisão sensata. O avanço grego, então, limitou-se a ocupar a metade de Albânia. Uns 56 000 homens da Commonwealth prestaram apoio aos gregos, sobretudo em aspectos onde o exército grego carecia de meios, como a artilharia e a aviação.

## A intervenção alemã

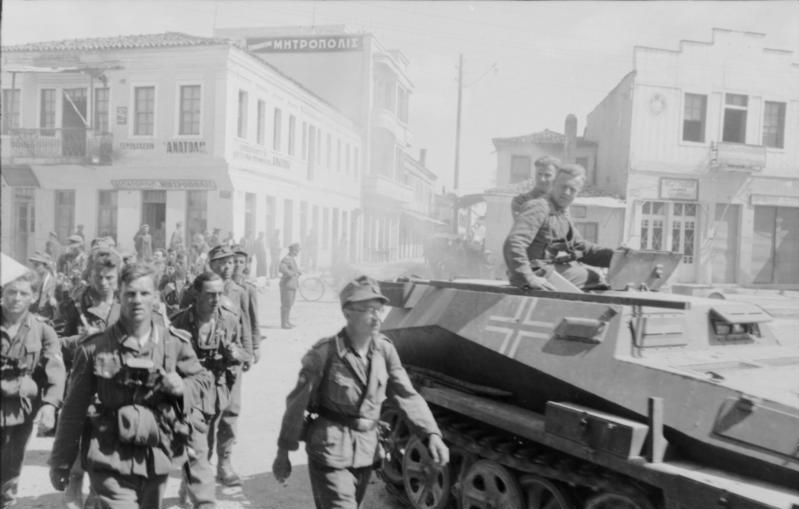
Tropas alemãs entram em Atenas.

A situação não podia seguir assim. A fins de março, um golpe de estado na Iugoslávia persuadiu o OKW Oberkommando der Wehrmacht (OKW) a rever os planos alemães a respeito da Grécia. Em 6 de abril de 1941 a Wehrmacht lançou a Operação 25 (invasão da Iugoslávia) e a Operação Marita (invasão da Grécia).
Nos primeiros dias de abril, os gregos avançaram em Puka e Kukës. As forças italianas atacaram desde a Albânia, enquanto os gregos eram atacados desde Iugoslávia por forças alemãs e búlgaras, aliadas dos alemães. Os gregos tinham estabelecido uma linha de defesa, chamada Linha Metaxás (o premiê tinha falecido em janeiro desse ano), mas em frente às forças alemãs, a linha era indefinível. Os gregos perderam de novo Coriza em 14 de abril, e Argirocastro em 18 de abril. Papagós compreendeu que toda a resistência era inútil, e assinou o armistício em Tessália em 21 de abril.

## Baixas
Os italianos sofreram baixas em torno de 13 755 mortos, 25 067 desaparecidos, 50 874 feridos, 12 368 incapacitados pelo frio, além de 23 000 prisioneiros de guerra. Os gregos sofreram menos baixas que os italianos. Foram 13 325 mortos, 1 237 desaparecidos, 42 485 feridos, 25 000 incapacitados pelo frio e 2 392 prisioneiros de guerra.

## A repartição da Grécia
A Alemanha ocupou militarmente a Macedônia central e oriental, com o importante porto de Salônica; a capital Atenas, as ilhas do Egeu setentrional e a ilha de Creta. A Bulgária, por sua participação, anexou a Trácia. Os italianos obtiveram o controle do resto da Grécia. O governo militar do general Tsolakoglu foi um governo fantoche baixo as ordens da Alemanha, como o de Philippe Pétain na França de Vichy ou de Vidkun Quisling na Noruega.

## A vida dos soldados e da população civil
A guerra levou-se a cabo nas nevadas montanhas da fronteira greco-albanesa, com temperaturas extremas com até 25 graus abaixo de zero, no meio de constantes nevoeiros, nevadas e granizadas. As crônicas da época abundam em exemplos da heroicidade tanto dos soldados gregos como das mulheres que se apresentaram voluntárias para abastecer a seus filhos e a seus maridos na frente. Muitos soldados de ambos bandos foram descadastrados por congelação, e se realizaram numerosas amputações. Tanto baixaram as temperaturas, que o comando italiano começou a substituir a seus soldados provenientes do sul e centro da Itália, por soldados originários do Norte, aos que se supunha que suportarão melhor o frio glacial das altas e geladas montanhas de Epiro.
Os gregos em sua contraofensiva libertaram a região de Epiro do Norte, uma parte de Albânia que historicamente tinha sido grega e na qual vivia a minoria étnica grega em Albânia. Ao chegar a cidades com nomes gregos como Aghii Saranda ("Quarenta Santos") a população étnica grega deu as boas-vindas ao exército com flores, bandeiras gregas e canções, e celebram a entrada do exército grego como uma libertação.
Posteriormente houve um incidente entre as forças inglesas e dos partisans gregos e houve um massacre da resistência por colaboracionistas nazis e britânicos.